# Càtedra
|  | Aquest article tracta sobre el moble. Si cerqueu el càrrec dins d'una universitat, vegeu «catedràtic d'Universitat». |

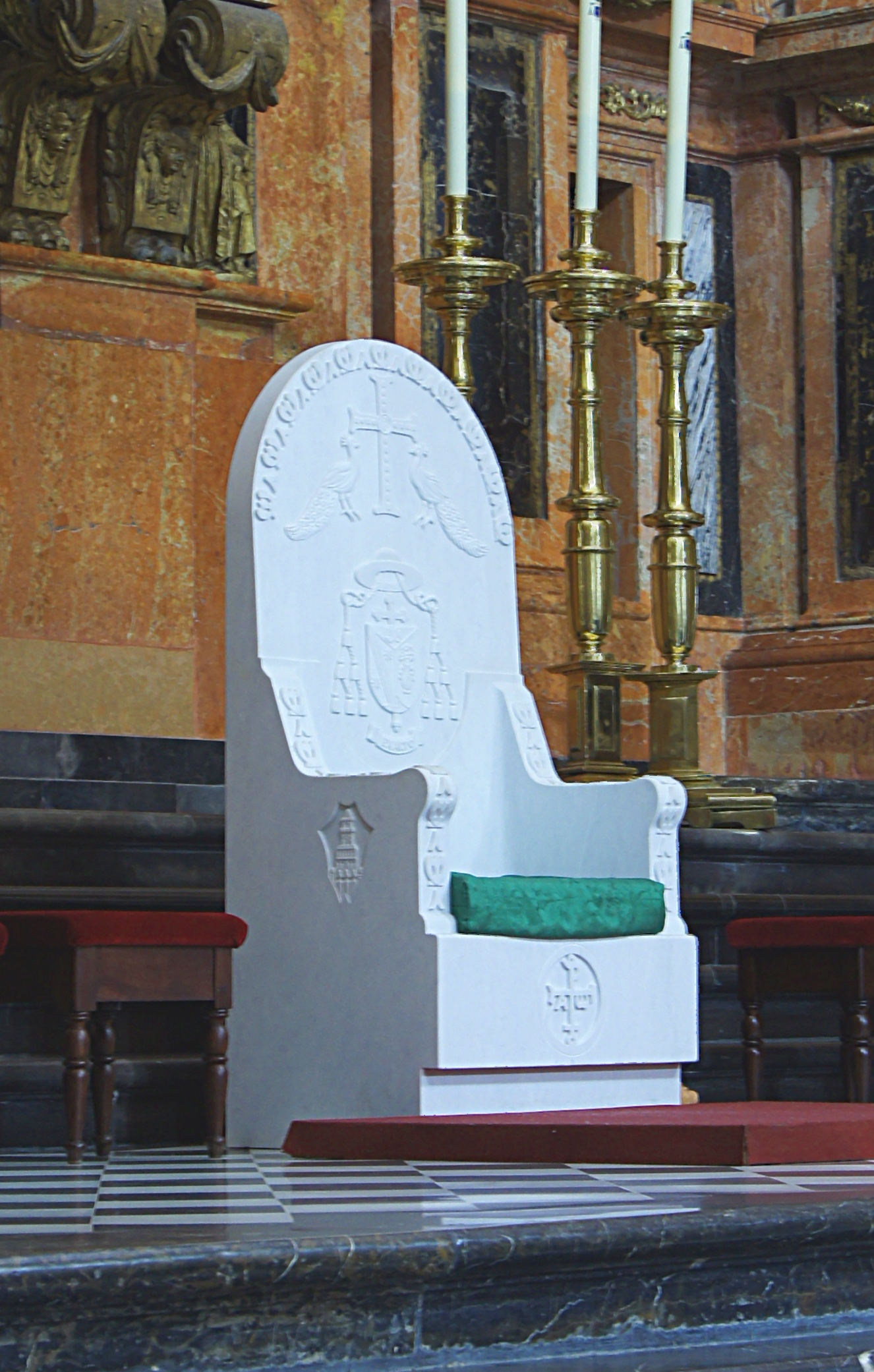
Càtedra del bisbe de Còrdova

Una càtedra és la butaca en què seu un bisbe en els oficis litúrgics. Al llarg de la història, també han rebut el nom de càtedres els confessionaris, les cadires de cor i els púlpits.
S'han trobat ja càtedres episcopals en les catacumbes i es troben en la testera dels cubiculum tallades en la mateixa roca i tenint forma de butaca de braços amb respatller. En les primeres basíliques i durant l'època romànica va estar la càtedra en el fons de l'absis o de la capella major aixecada sobre el sòl amb grades. Ostentava rica ornamentació formada amb relleus quan la cadira era de marbre afegint incrustacions d'ivori si constava de fusta. D'aquest tipus és la càtedra del Papa a la Basílica de Sant Joan del Laterà a Roma. En traslladar el cor al mig de la catedral, es va traslladar igualment la càtedra del bisbe encara que també se situés en el presbiteri. Des del segle xiv, la cobreix un baldaquí de respecte. Del baldaquí o pal·li com a tron dels bisbes parla Innocenci III com a ornament litúrgic usat al seu segle xii.
Amb funcions i honors de càtedres s'han donat també butaques movibles disposats uns a manera de cadires curuls romanes o cadires de tisora. D'aquesta darrera classe és la càtedra de Sant Pere que es venera a la basílica de Sant Pere del Vaticà dins d'un monument en forma d'enorme tron, en l'absis, i que la llegenda diu que va regalar a sant Pere el senador Caius Valerius Pudens. Altres eren cadires gestatòries amb anelles laterals per on passaven uns forts barrots horitzontalment per portar sobre les espatlles. De la forma curul és la cadira de sant Ramon, bisbe de Barbastre que es guarda en l'antiga catedral de Roda.
Els confessionaris poden explicar dins de les càtedres atès que abans del segle xvi es reduïen a un simple butaca amb respatller alt. La invenció de la forma que tenen ara pot atribuir als pares de la Companyia de Jesús. En les catacumbes va haver confessionaris idèntics a les càtedres episcopals doncs no una altra cosa sembla que anessin les butaques sense forma presidencial situats en algunes criptes sobretot els del cubiculum del cementiri de Santa Inés.